# Dionizije Njaradi
Dionizije Njaradi (rusinski Дионизий Няради) (Ruski Krstur, 10. listopada 1874. – Mrzlo Polje, 14. travnja 1940.) bio je grkokatolički Križevački biskup i vodeći rusinski intelektualac svog vremena.

## Životopis
Dionizije Njaradi rođen je u Ruskom Krsturu 1874. godine, od oca Janka i majke Ane, rođene Turinski, kao najstariji sin. Imao je dva brata i dvije sestre. Brat Mihajlo je bio učitelj u Ruskom Krsturu. Drugi brat Janko poginuo je u Prvome svjetskom ratu. Sestre su se zvale Marija i Ana.
Četiri razreda osnovne škole završio je u Ruskom Krsturu, prvi razred gimnazije u Vinkovcima, školske 1887./88. godine. U Zagrebu je 1888. godine upisan u Grkokatoličko sjemenište u Zagrebu i završio gimnaziju i nakon toga bogoslovski studij. Konačno je svoju izobrazbu okončao doktoratom iz teologije.
Za podđakona ga je posvetio križevački vladika Julije Drohobecki 21. prosinca 1898. godine. a za đakona 25. prosinca 1898. godine. Isti vladika ga je posvetio i za svećenika, 1. siječnja 1899. godine u Petrovcima. 
Poslije zaređenja za svećenika, najprije je bio postavljen za prefekta u Grkokatoličkom sjemeništu u Zagrebu i kasnije za upravnika župe u Šidu. Godine 1902. postavljen je za rektora Grkokatoličkog sjemeništa u Zagrebu. U isto vrijeme je bio i župnik sv. Ćirila i Metoda u Zagrebu. Na ovoj dužnosti je bio sve do 1914. godine. 
Između 1908. i 1914. godine predavao je vjeronauk u srednjim školama u Zagrebu. U to vrijeme je izdao Molitvenik i Udžbenik za vjeronauk učenicima srednjih škola.
Dana 3. lipnja 1914. godine bio je postavljen za Administratora križevačke eparhije u duhovnim i svjetovnim poslovima. U to vrijeme nastala je afera oko financija vladike Julije Drohobeczkoga, koji je neosporno obnovio cijelu Križevačku eparhiju, te je zaslužan za posebno opširnu obnovu katedrale u Križevcima i izgradnju ljetne biskupske rezidencije s neo-bizantskom crkvom u Pribiću, a oslonio se na financijska obećanja Bečkog dvora. Kada Dvor nije ispunio financijska obećanja vladika Julije došao je u velike nevolje. Pošto je Sveta stolica povjerila istragu Njaradiju i nakon toga istoga imenovala biskupom, te administratorom Križevačke eparhije nastao je razdor između dijela klera. No, ovaj konflikt nije dugo trajao. Za biskupa je posvećen 9. siječnja 1915. godine u crkvi svetog Srđa i Baha u Rimu. Rukopoložio ga je Lazar Mladenov CM, vladika Satalenski, apostolski vikar Makedonskog vikarijata za katolike bizantskog obreda oko Soluna.
Za vrijeme boravka u Prešovu, 16. ožujka 1939. godine, mađarske trupe okupirale su teritorij Karpatske Ukrajine (1938. – 1939.). Nekoliko dana nakon okupacije, vladika Njaradi je deportiran u Budimpeštu i odveden u kućni pritvor. Posredovanjem apostolskog nuncija, vladika se vratio u Križevačku eparhiju.
Umro je 14. travnja 1940. godine prigodom kanonske vizitacije u Mrzlom Polju, u Žumberku. Pokopan je u Ruskom Krsturu 19. travnja 1940. godine.

## Biskupska djelatnost
Godine 1905. uveo je rekolekcije, odnosno, duhovne vježbe za svećenike.
Pomogao je u osnivanju tiskare u Bačkoj, kao i u Ukrajini. Pisao je knjige, molitvenike, udžbenike za vjeronauk. Osnivao je u Eparhiji crkvena društva, djelovao je u ekumenskom duhu u crkvi, u cilju ostvarivanja crkvenog jedinstva. 
Bio je posebno prisutan u crkvenom i kulturnom životu Rusina iz čije sredine je poniknuo. U Rusinskom narodnom prosvjetnom društvu, pored Havrijila Kosteljnika, i vladika Dionizij je imao ogromnu ulogu kao veliki dobrotvor.
U križevačkoj Eparhiji uveo je monaške redove monaha i sestara Bazilijanaca (OSBM) i sestara Službenice Bezgrješne Djevice Marije. Osnovao je manastir u Križevcima 15. kolovoza 1915. godine, gdje su se nastanile monahinje reda sv. Bazilija Velikog, a u Kucuri 1. listopada 1915. godine, dom službenica, Službenice Bezgrješne Djevice Marije. Osnovao je sirotište u Križevcima, 12. travnja 1919. godine. Osnovao je također manastire časnih sestara Vasilijanki u Šidu, Osijeku i Mikluševcima. Ukupno je osnovao osam manastira u biskupiji. Nije istina da prethodno nije bilo manastira u Križevačkoj eparhiji, kao što se na drugim mjestima tvrdi, jer je prethodna Marčanska eparhija i kasnije Križevačka eparhija imala izvorne manastire bez povezanosti s rimokatoličkim shvaćanjem redova. Rimokatolici zovu tada sve grkokatoličke monahe Baziljancima. No, ovaj novi red, koji uvodi Njaradi, je zapravo kasnije nastao kroz reformu Jozafata Kuncevića. Postojao je i Studitski manastir u Kamenici (Bosna), osnovan od slavnog mitropolita Andreya Šeptickog iz Lavova u Galiciji. Ovaj manastir je dao dva monaha koji su kasnije postali sveci: Klimentiy Šeptickiy i Leonid Federov. Time je Kamenički manastir neusporediv duhovni izvor Križevačke eparhije. Premda je Studijski manastir (1909. – 1924.) osnovan u vrijeme kad su bosanski Grkokatolici spadali pod jurisdikciju rimokatoličkog biskupa u Sarajevu (1914. – 1924.) bio je već početkom 1924. godine, dakle prije nego što su pravoslavne državne i crkvene strukture iz Banja Luke nasilno prognale grkokatoličke monahe iz manastira u prosincu 1924. godine, predan Križevačkoj eparhiji.
Za križevačkog vladiku imenovan je 18. listopada 1920. godine.
Kao biskup, slao je mlade bogoslove na sveučilišta u Innsbruck, Lavov i u Rim. Brinuo se je o materijalnom položaju svećenika.
U Potkarpatskoj Rusiji djelovao je kao Apostolski Administrator u Prešovu od 30. listopada 1922. do 22. veljače 1927. godine.
Godine 1926. je u Velehradu na grobu sv. Metoda, posvetio Petra Gebeja za mukačevskog biskupa, a 1927. godine u crkvi svetog Klimenta u Rimu posvetio je bl. Pavla Gojdića za prešovskog vladiku.
U Križevačkoj biskupiji je u to vrijeme također djelovao. Okupljao je vjernike, branio bizantski obred i staroslavenski jezik, borio se s onima koji su, najviše iz neznanja, zastupali stav da je grkokatolička eparhija nepotrebna i da bi sve grkokatolike trebalo prevesti na zapadni obred. On je naglašavao značaj staroslavenskog liturgijskog jezika i istočnog obreda.
Uvodio je misije po parohijama. Misije su najprije vodili Isusovci iz Zagreba a kasnije Redemptoristi iz prešovske eparhije.
Redovno je održavao kanonske vizitacije.
Godine 1932. osnovao je zbor sv. Ćirila i Metoda koji se proslavio u zemlji i u inozemstvu.

Vladika Dionizije osnovao je osam novih župa i izgradio 13 novih kapela i crkava. Osnovane parohije su Cerovljani (1917.), Strumica (1924.), Lepenica (1930.), Derventa (obnovljena 1930.), Beograd (1930.), Lišnja (1931.), Kamenica (1933.), Gospođinci (1939.). Crkve i kapele su sagrađene u Cerovljanima (1917.), Kamenici (1922.), Lipovljanima (1924.), Strumici (1925.), Sibinju (1929.), Banjoj Luci (1931.), Detljaku (1936.), Devetini (1937.), Lepenici i Srđevićima (1938.) i u Jablanu (1939.).
Kada je 1938. godine Karpatska Ukrajina proglašena za samostalnu državu, Kongregacija za Istočnu Crkvu 15. studenoga 1938. godine imenovala je vl. Dionizija za Apostolskog Vizitatora s pravima Apostolskog Administratora u Karpatskoj Ukrajini. Usko je surađivao s Lavovskim mitropolitom Andreyom Šeptitskom, koji ga je smatrao najboljim prijateljem. Ovu službu je obavljao do 24. ožujka 1939. godine, kada je ta država ukinuta. Ugarska vojska je tada okupirala novoproglašenu Karpatsku Ukrajinu i prisilno je pripojila Mađarskoj, a vladika je po naredbi regenta Mikloš Hortija bio deportiran u Budimpeštu, odakle se kasnije vratio u Križevce, u tadašnju Jugoslaviju.

## Književni rad
Godine 1912. je izdao Život sv. Jozafata, a osim njegovog životopisa i kratku povijest grkokatolika. 
Molitvenik Gospodu pomolimsja bio je prvi poznati molitvenik za grkokatolike. Sadržao je liturgije, čitavu crkvenu godinu i molitve za sve potrebe. Prvo izdanje molitvenika je tiskano u Žovkvi u Galiciji, u tiražu od 800 komada. Drugo izdanje istog molitvenika je tiskano isto u Žovkvi 1911. godine, u nakladi od 5.000 primjeraka. Tiskano je i treće izdanje, u Užgorodu, s nakladom od 5000 primjeraka.
Osnovao je službeni glasnik Križevačke eparhije Eparhijski Vjesnik. Prvi broj časopisa izlazi 22. veljače 1915. godine u Križevcima.
Godine 1917. izdao je Knjižicu za članove udruženja Živog rožarija u Eparhiji križevačkoj. Knjižica je objavljena u Zagrebu. Imala je 120 stranica a sadrži molitve obične, dužnosti kršćana, kratki vjeronauk i objašnjenje kako treba moliti krunicu.
Godine 1919. izdao je udžbenik za vjeronauk u nakladi od 10.000 primjeraka. Prije toga, za Rusine u Bačkoj, Slavoniji i Srijemu izdao je isti udžbenik 1913. godine i to prvo izdanje u Žovkvi a drugo u Beču 1920. godine.
Na rusinskom jeziku 1920. godine objavio je knjigu Istine katoličke vjere. To je bio prvi udžbenik za vjeronauk na rusinskom jeziku. Knjiga je imala 132 straníce i tiskana je u Vidnju.
Godine 1924. je u Žovkvi objavio Žitije sv. Kirila i Metodija, knjigu napisanu literarnim jezikom. Knjiga Žitije sv. Kirila i Metodija objavljena je i u Novom Sadu 1927. godine, a objavilo ju je rusinsko narodno-prosvjetno društvo.
Hrišćanski nauk izdao je 1929. godine, a za vjernike u Makedoniji izdao je poseban udžbenik.
Godine 1932. izdao je objašnjenje Božanske liturgije na rusinskom jeziku Služba Božja ili Liturgija Knjiga je sadrži 136 stranice i tiskana je u Đakovu.
U Đakovu je 1935. godine tiskao i knjigu Pradjedovska vjera u svijetlu povijesti. U knjizi je na 80 stranica izložio crkvenu povijest Rusina od svetog Vladimira i svete Olge do suvremenog doba.
U Ruskom Krsturu je 1938. godine objavio knjigu O ženidbi koja na 56 stranica razmatra crkveni, ali i nacionalni, socijalni i društveni aspekt braka.
Na hrvatskom jeziku objavio je Sveti Josafat Kuncevič i Grof Andrija Šepticki.
Pisao je rasprave o Crkvi, mnoge članke i radove koje je objavljivao u Spomenici, Katoličkom listu i Vrhbosni.
Za vrijeme svog boravka u Prešovu kao apostolski administrator, pokrenuo je Ruske slovo, novine koje još i danas izlaze.
U Užgorodu je pokrenuo pitanje osnivanja tiskare. Tu je izdao Život sv. Ćirila i Metoda. Tamo je pokrenuo izlaženje lista Dušpastir.
Među Rusinima u Bačkoj i Srijemu, pokrenuo je Ruske Novine i izdanje kalendara. Među Ukrajincima u Bosni i Slavoniji, pokrenuo je Ridno Slovo i kalendar. Za Žumberčane dao je poticaj za izdavanje Žumberačkih Novina i Spomenice.
U razdoblju između 1921. i 1941. godine redovno je u Ruskom kalendaru objavljivao vjerske, povijesne i druge članke i studije.